# 芝加哥泰诺投毒案
芝加哥泰诺投毒案是1982年在美国芝加哥都会区发生的一系列因药物篡改（投毒）而导致的中毒死亡事件。受害者服用了强生公司旗下泰诺品牌，被人掺入氰化钾的对乙酰氨基酚胶囊。最初的中毒事件导致7人死亡，随后的模仿犯罪事件又导致数人死亡。
该系列案件中，尚未有任何嫌疑人受到指控或定罪，但纽约市居民詹姆斯·威廉·刘易斯因向强生公司写信，承认对此次死亡事件负责并要求支付100万美元以阻止中毒事件而被判犯有敲诈勒索罪。强生公司当时为此事件设立10万美元悬赏金，截至2023年仍无人认领。此次事件也促使非处方药包装改革和联邦反篡改法的出台。

## 案件经过与早期处理措施
1982年9月28日，12岁的玛丽·克莱曼因服用了一粒特强泰诺胶囊而住院，翌日不治身亡。9月29日，另外六人服用了受污染的泰诺，其中包括亚当·詹纳斯（27岁）、斯坦利·詹纳斯（25岁）和特蕾莎·詹纳斯（20岁），每人各服用一瓶泰诺。最终，詹纳斯一家三人、玛丽·麦克法兰（31岁）、保拉·普林斯（35岁）和玛丽·雷纳（27岁）均因服用受污染的泰诺死亡。
在受命调查詹纳斯一家的死亡事件后，阿靈頓海茨唯一的公共卫生官员护士海伦·詹森走访了詹纳斯的住处，发现了一瓶泰诺，随附的收据表明该药是同一天购买的。她发现有六粒胶囊已经消失，于是将药瓶交给调查员尼克·皮肖斯。詹森怀疑，詹纳斯一家的死亡与受污染的泰诺有关。皮肖斯随即向库克县副首席法医埃德蒙·R·多诺霍打电话，多诺霍怀疑氰化物可能是罪魁祸首，并要求皮肖斯闻一下药瓶。当皮肖斯闻到一股类似杏仁的气味时，多诺霍要求县首席毒理学家迈克尔·谢弗对胶囊进行检测。谢弗的团队确定，在詹纳斯药瓶中剩余的44粒胶囊中，有4粒所含的氰化物几乎是致命剂量的三倍。当局召开新闻发布会，建议公众暂时不要服用泰诺。
而克莱曼服用的泰诺亦被医护人员清点。调查人员发现，詹纳斯的药瓶和克莱曼的药瓶均来自同一批次MC2880，强生公司决定召回该批次的所有泰诺产品。之后调查人员又发现其他批次的药瓶也受到污染（例如玛丽·麦克法兰持有的胶囊被追溯到1910 MD和MB 2738的批次），因此召回范围扩大到涵盖上述批次以及在芝加哥地区购买的所有瓶装特强泰诺胶囊（不区分批次），使其成为有史以来最大的药品召回之一。
跨部门调查发现，这些被污染的胶囊在芝加哥地区的多家商店出售或上架，其中包括两家不同的Jewel Foods分店（一家位于阿靈頓海茨，一家位于埃爾克格羅夫村）；一家Osco药店（位于绍姆堡）；一家沃尔格林药店和一家Dominick's杂货店（均在芝加哥）；以及一家Frank's Finer Foods（位于温菲尔德）。其中一瓶胶囊已被人购买，但因瓶内有异味，法官刘易斯·V·摩根的妻子琳达·摩根尚未服用。
为了保障公众安全，强生公司向医院和经销商发出警告，并停止了泰诺的生产和广告。在发生其他事件（如加利福尼亚州发生泰诺药瓶中添加士的宁）后，1982年10月5日，强生公司在美国全国范围内召回泰诺产品。当时估计有3100万瓶泰诺流入市场，零售价值超过1亿美元（相当于2023年的3.16亿美元）。在确定泰诺胶囊被人为篡改后，强生公司还在全国媒体上发布广告，呼吁民众不要服用任何含有对乙酰氨基酚的产品。强生公司还提出，将公众已购买的所有泰诺胶囊换成固体药片。
在美国境外的机场，海关亦对游客是否携带泰诺药物进行盘问。

## 警方调查
经过警方的调查发现，受污染的胶囊是在宾夕法尼亚州和德克萨斯州两个不同的地方生产的，这表明胶囊是在产品上架销售后遭到了篡改。警方的假设是，有人从芝加哥地区的当地商店的货架上取下瓶子，将氰化钾放入一些胶囊中，然后将包装好的胶囊放回商店货架上，供不知情的顾客购买。除了导致受害者死亡的五瓶受污染的药物外，后来在芝加哥地区还发现了其他几瓶受污染的药物。
1983年初，应联邦调查局的要求，《芝加哥论坛报》专栏作家鲍勃·格林公布了第一位，也是最年轻的受害者玛丽·克莱曼的住址和墓地位置。这篇报道是在克莱曼家人同意下撰写的。联邦调查局刑事分析师约翰·爱德华·道格拉斯对此提出了一个理论：如果嫌疑人知道了他们的位置，他们可能会造访住处或墓地。这两个地点都处于24小时视频监控之下长达数月，但凶手始终未露面。
芝加哥警察局公布了一张监控照片，照片中保拉·普林斯在芝加哥北威尔斯街1601号的一家沃尔格林药店购买了被氰化物浸透的泰诺。警方认为，普林斯身后几英尺处的一名留着胡子的男子可能是凶手。

### 嫌疑人
在初步调查期间，一名叫詹姆斯·威廉·刘易斯的男子被指控向强生公司写信，要求支付100万美元以阻止氰化物谋杀。刘易斯被警方形容为「變色龍」，曾在美国多个州份居住，先后使用至少20個化名并从事多项工作。刘易斯被捕后，他向当局讲述了袭击背后的凶手可能是如何实施谋杀的。其手段是：凶手在商店购买泰诺，在瓶子里加入氰化物，然后将它们放回商店货架。此外，警方还发现刘易斯曾拥有一本有关毒药的书。而根据一份机密执法文件，在与氰化物有关的页面上发现了他的指纹。刘易斯否认对中毒事件负责，但他承认写了信，并表示自己花了三天时间才写好。在审判期间，他的律师声称刘易斯“只是想让当局的注意力集中在他妻子的前雇主身上”。刘易斯后因敲诈勒索被判10年监禁。刘易斯出狱后，夫妇于1995年迁居马萨诸塞州。2007年，当局确定这封信的邮戳日期是1982年10月1日。这意味着，如果刘易斯的三天时间线准确的话，他应该是在第一批有关中毒事件的新闻报道之前开始写这封信的。当面对这些信息时，刘易斯撤回了他的时间线。2009年初发布的法庭文件显示，“司法部调查人员认定刘易斯应对中毒事件负责，尽管他们没有足够的证据指控他”。2010年1月，刘易斯和他的妻子向当局提交了DNA样本和指纹。刘易斯表示：“如果联邦调查局公平行事，我就没有什么可担忧的”。随后的检测显示，刘易斯夫妇的DNA样本与药瓶上发现的任何DNA都不匹配。刘易斯继续否认对中毒事件负责。刘易斯于2023年7月9日在马萨诸塞州去世，享年76岁。
警方还调查了第二名男子罗杰·阿诺德，他是梅尔罗斯公园Jewel-Osco的仓库工人，他告诉警方他持有氰化钾。而阿诺德经常光顾的酒吧老板马蒂·辛克莱向警方举报了阿诺德，称阿诺德曾讨论过用白色粉末杀人，而且在婚姻破裂后，他的性情变得越来越古怪。阿诺德曾与受害者玛丽·雷纳的父亲在同一家仓库工作，阿诺德的妻子曾在雷纳为她购买含氰化物的胶囊的商店对面的一家医院接受治疗。警方之后在阿诺德的家中发现了一份《穷人的詹姆斯·邦德》的副本，其中包含制造氰化钾的说明。阿诺德曾多次被警方拘留，但从未受到指控。1983年夏，阿诺德误将一名偶然的路人约翰·斯坦尼莎当作辛克莱，开枪将斯坦尼莎杀害。斯坦尼莎是一名计算机顾问，也是三个孩子的父亲，当时她正和几个朋友离开酒吧。阿诺德于1984年1月被判谋杀罪名成立，并因二级谋杀罪被判处30年监禁，但实际服刑15年。阿诺德于1996年在狱中表示：“我杀了人，一个完全无辜的人。我当时有选择。我本可以一走了之。”他于2008年6月去世。2010年，阿诺德的遗体被挖掘（随后重新埋葬），以便取出他的股骨进行DNA检测。检测显示阿诺德的DNA与药瓶上发现的DNA样本不匹配。

### 21世纪的调查工作
2009年1月初，伊利诺伊州当局重启调查。联邦特工搜查了刘易斯位于马萨诸塞州剑桥的住处，并缴获了多件物品。位于芝加哥的一位联邦调查局发言人拒绝发表评论，但表示“我们可能会稍后公布一些消息”。
2010年，刘易斯和阿诺德的DNA样本被采集，结果显示他们的DNA与在受污染的药瓶上发现的DNA样本都不匹配。
在案发25周年之际（即2007年），执法官员收到了许多与该案相关的线索。联邦调查局就此发表了一份书面声明：

此次审查的部分原因是该案案发25周年，以及由此引发的公众宣传。此外，鉴于法医技术的最新进展，重新审视此案和恢复的证据也是理所当然的。

2011年5月19日，联邦调查局要求“大学航空炸弹客”泰德·卡辛斯基提供DNA样本，以调查此案件。卡辛斯基否认曾持有氰化钾。前四起大学航空炸弹客犯罪事件发生在1978年至1980年的芝加哥及其郊区。卡辛斯基的父母于1982年在伊利诺伊州伦巴第拥有一所位于芝加哥郊区的住宅，他偶尔会住在此处。

## 后续

### 模仿犯罪
事件发生后，美国各地还发生了数百起涉及泰诺、其他非处方药和其他产品的模仿犯罪。在1986年，又有三人因服用明胶胶囊而死亡，其中23岁的黛安·埃尔斯罗斯在纽约州扬克斯因服用掺有氰化物的“特强泰诺”胶囊而死亡。在华盛顿州，由百时美生产的埃克塞德林（Excedrin）胶囊被人为改动，导致苏珊·斯诺和布鲁斯·尼克尔因氰化物中毒死亡，布鲁斯·尼克尔的妻子斯特拉·尼克尔最终因与这两起谋杀案有关的故意犯罪而被捕和定罪。
案发的同一年，宝洁公司的Encaprin在芝加哥和底特律发生了一起药物中毒事件，导致销量急剧下降，并从市场上撤出，随后被召回。
1991年，华盛顿州的凯瑟琳·丹尼克和斯坦利·麦克沃特因服用两盒氰化物中毒的苏达菲（Sudafed）而死亡，詹妮弗·梅林也因类似的中毒而陷入昏迷，但不久后即恢复健康。西雅图联邦法院以多项罪名判处詹妮弗的丈夫约瑟夫·梅林有罪，罪名包括丹尼克和麦克沃特的死亡以及企图谋杀其在梅林夫妇婚姻期间遭受虐待的妻子。梅林被判处终身监禁，之后的上诉被驳回。
1986年，德克萨斯大学学生肯尼斯·法里斯被发现死于其公寓，死因是氰化物中毒。经确定，被篡改的Anacin胶囊是其体内氰化物的来源。1986年5月30日，他的死亡被裁定为一起凶杀案。1986年6月19日，美联社报道称，特拉维斯县验尸官裁定他的死亡可能是自杀。美国食药监局确定他从自己工作的实验室获得了毒药。

### 强生公司反应
强生公司对此次危机的处理获得了正面报道。例如，《华盛顿邮报》的一篇文章称：“强生公司有效地展示了一家大公司应该如何应对灾难”。文章进一步指出：“这不是三哩岛事故，公司的应对措施造成的损失比原始事件更大”，并称赞该公司对公众诚实。除了发布召回通知外，该公司还与芝加哥警察局、联邦调查局和美国食品药品监督管理局建立了联系。通过建立联系，强生公司可以协助参与寻找胶囊掺假者，并协助防止进一步的篡改行为。尽管事件发生时，泰诺的市场份额从35%下跌至8%，但在不到一年的时间内即夺回市场份额。强生公司迅速而积极的反应是夺回泰诺市场份额的原因。1982年11月，强生公司推出采用新三重密封包装的泰诺胶囊，并大力开展宣传与促销。之后的数年内，泰诺重新夺回了美国非处方止痛药的最高市场份额。
召回事件发生后，强生子公司麦克尼尔实验室向其保险公司Affiliated FM Insurance提交了召回费用索赔申请，但该索赔后来被驳回。诉讼裁定麦克尼尔实验室最终未获得赔偿，因为母公司强生选择不购买更昂贵的召回险。麦克尼尔再次向法院提起诉讼，进一步辩称其超额责任保险条款涵盖了召回和召回相关费用。审理此案的法院驳回了责任索赔，称召回“不是由七人死亡事件的责任引起的，仅是与七人死亡事件有关”，并表示，法院向原告发出通知，即货架上剩余的泰诺可能对人体有害。
1991年，强生公司同意以未披露的金额和解所有针对芝加哥地区早期死亡事件的诉讼。强生公司发言人罗伯特·克尼芬表示：“尽管我们无法预料到犯罪分子会篡改我们的产品，也无法阻止这种情况发生，但我们想为受害者家属做点什么，最终把这场悲剧抛在脑后。”
由于公共关系主管哈罗德·伯森及时处理事件，该次事件也成为了危机公关的经典案例，亦成为企业公共关系的典范。

### 药品包装改革
此次事件促使制药、食品和消费品行业开发防篡改包装，例如感应密封和改进的质量控制方法。此外，产品篡改被定为美国联邦犯罪。1988年，斯特拉·尼克尔因篡改Excedrin胶囊被判处90年监禁，成为该法出台后第一个因污染消费品入罪的人。
此事件还促使制药行业放弃使用容易受到污染的胶囊，原因是异物可以放入胶囊中，难以察觉明显的篡改迹象。一年之内，美国食药监局出台更严格的规定，以避免产品篡改。这最终导致胶囊被固体“胶囊片”（一种制成胶囊形状的药片）取代，并在各种药瓶上增加了防篡改安全密封。

### 1982年万圣节
虽然万圣节给讨糖人送有毒糖果的情况很少见，但1982年10月发生的泰诺事件再次引发了人们对它的担忧。一些社区不鼓励在万圣节讨糖，美国杂货店报告称该年度糖果销量下降了20%以上。

## 延伸阅读
- Bergmann, Joy (2000-11-02). "A Bitter Pill – Someone Killed Seven People by Putting Cyanide in Tylenol Capsules – When James Lewis Was Caught for Writing an Extortion Letter, Prosecutors Appeared To Stop Looking for the Killer – Almost 20 Years Later No One Has Been Convicted of the Murders" （页面存档备份，存于）. Chicago Reader. 存档于2011-05-19.
- Mikkelson, Barbara & David P.  "Tylenol Murders" at Snopes.com: Urban Legends Reference Pages.
- Solomon, Michael (2022-07-13). "Poison Pill" （页面存档备份，存于）. Medium. 存档于2022-07-14.